# 西巣鴨駅

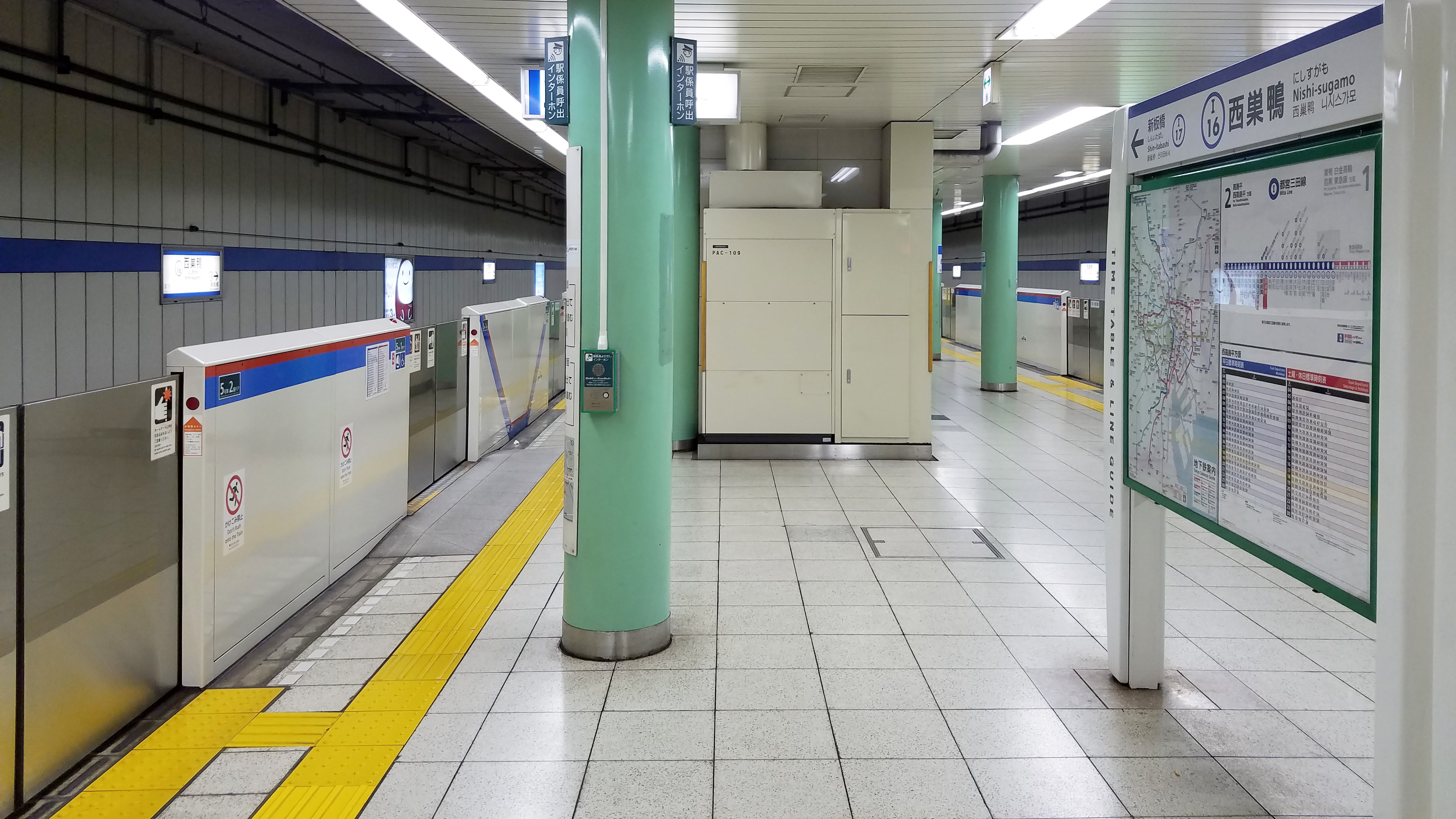
ホーム（2018年12月14日）

西巣鴨駅（にしすがもえき）は、東京都豊島区西巣鴨三丁目にある、東京都交通局（都営地下鉄）三田線の駅である。駅番号はI 16。

## 年表
- 1968年（昭和43年）12月27日：都営地下鉄6号線の駅として開業。
- 1978年（昭和53年）7月1日：6号線を三田線に改称[3]。
- 2007年（平成19年）3月18日：ICカード「PASMO」の利用が可能となる[4]。

## 駅構造
島式ホーム1面2線の地下駅。エスカレーターとエレベーター（A4出口 - 改札階と改札階 - ホーム階の2基）が設置されている。
かつては巣鴨寄りにも改札口が存在し、ホームへのエスカレーター、階段で行き来することができた。改札口以外の設備は現在も残っているが、コンコース・ホーム上ともシャッターで塞がれ、非常口として使用されているため、通常はホーム上の階段躯体以外を見ることはできない。当駅の地下1階部は西側は共同溝として使用しており、東側部分のみ駅施設として使用している。

### のりば
| 番線 | 路線       | 行先              |
| ---- | ---------- | ----------------- |
| 1    | 都営三田線 | 目黒・ 東急線方面 |
| 2    | 都営三田線 | 西高島平方面      |

（出典：都営地下鉄:駅構内図）

## 利用状況
2023年（令和5年）度の1日平均乗降人員は28,375人（乗車人員：14,391人、降車人員：13,984人）である。
各年度の1日平均乗降・乗車人員の推移は下表の通り。

### 平成
| 年度               | 1日平均 乗降人員 | 1日平均 乗車人員 | 出典     |
| ------------------ | ---------------- | ---------------- | -------- |
| 1990年（平成02年） |                  | 11,986           | [ * 1 ]  |
| 1991年（平成03年） |                  | 12,235           | [ * 2 ]  |
| 1992年（平成04年） |                  | 12,301           | [ * 3 ]  |
| 1993年（平成05年） |                  | 12,499           | [ * 4 ]  |
| 1994年（平成06年） |                  | 12,416           | [ * 5 ]  |
| 1995年（平成07年） |                  | 11,710           | [ * 6 ]  |
| 1996年（平成08年） |                  | 10,995           | [ * 7 ]  |
| 1997年（平成09年） |                  | 10,586           | [ * 8 ]  |
| 1998年（平成10年） |                  | 10,581           | [ * 9 ]  |
| 1999年（平成11年） |                  | 10,232           | [ * 10 ] |
| 2000年（平成12年） |                  | 10,299           | [ * 11 ] |
| 2001年（平成13年） |                  | 10,416           | [ * 12 ] |
| 2002年（平成14年） |                  | 10,605           | [ * 13 ] |
| 2003年（平成15年） | 20,683           | 10,590           | [ * 14 ] |
| 2004年（平成16年） | 20,757           | 10,655           | [ * 15 ] |
| 2005年（平成17年） | 21,077           | 10,811           | [ * 16 ] |
| 2006年（平成18年） | 21,465           | 11,008           | [ * 17 ] |
| 2007年（平成19年） | 22,165           | 11,292           | [ * 18 ] |
| 2008年（平成20年） | 22,528           | 11,507           | [ * 19 ] |
| 2009年（平成21年） | 22,693           | 11,583           | [ * 20 ] |
| 2010年（平成22年） | 23,304           | 11,874           | [ * 21 ] |
| 2011年（平成23年） | 23,612           | 12,058           | [ * 22 ] |
| 2012年（平成24年） | 24,857           | 12,587           | [ * 23 ] |
| 2013年（平成25年） | 26,641           | 13,521           | [ * 24 ] |
| 2014年（平成26年） | 27,322           | 13,831           | [ * 25 ] |
| 2015年（平成27年） | 28,325           | 14,321           | [ * 26 ] |
| 2016年（平成28年） | 28,807           | 14,577           | [ * 27 ] |
| 2017年（平成29年） | 30,037           | 15,198           | [ * 28 ] |
| 2018年（平成30年） | 30,549           | 15,468           | [ * 29 ] |

### 令和
| 年度               | 1日平均 乗降人員 | 1日平均 乗車人員 | 出典     | 出典       |
| 年度               | 1日平均 乗降人員 | 1日平均 乗車人員 | 東京都   | 交通局     |
| ------------------ | ---------------- | ---------------- | -------- | ---------- |
| 2019年（令和元年） | 30,335           | 15,357           | [ * 30 ] | [ 都交 2 ] |
| 2020年（令和02年） | 20,630           | 10,465           |          | [ 都交 3 ] |
| 2021年（令和03年） | 23,246           | 11,794           |          | [ 都交 4 ] |
| 2022年（令和04年） | 26,467           | 13,433           |          | [ 都交 5 ] |
| 2023年（令和05年） | 28,375           | 14,391           |          | [ 都交 1 ] |

## 駅周辺
- 都電荒川線（東京さくらトラム） 新庚申塚停留場 - 約250メートル南東にあり、連絡駅として案内されている。
- 大正大学
- 巣鴨中学校・高等学校
- 淑徳巣鴨中学校・高等学校
- 桜丘中学校・高等学校
- 国道17号（白山通り）
- 国道122号（明治通り）
- 東京都道305号芝新宿王子線（明治通り）
- 首都高速中央環状線

## バス路線
最寄りの停留所は「西巣鴨」であり、東京都交通局により運行されている。
| のりば | 系統・行先                                                                                       | 備考                                                 |
| ------ | ------------------------------------------------------------------------------------------------ | ---------------------------------------------------- |
| 1      | - 王40甲・王55・草63・草64：池袋駅東口 - 草63-2：東池袋一丁目                                    | 「草63-2」は平日のみ運行                             |
| 2      | - 王40甲：西新井駅前・北車庫前・豊島五丁目団地・江北四丁目 - 王55：新田一丁目 - 草64：浅草雷門南 |                                                      |
| 3      | - 草63：浅草寿町・とげぬき地蔵前 - 草63-2・草64：とげぬき地蔵前                                  | - 「草63-2」は平日のみ運行 - 「草64」は夜1本のみ発着 |

## 隣の駅
東京都交通局（都営地下鉄）
 都営三田線
巣鴨駅 (I 15) - 西巣鴨駅 (I 16) - 新板橋駅 (I 17)